# Überlingen

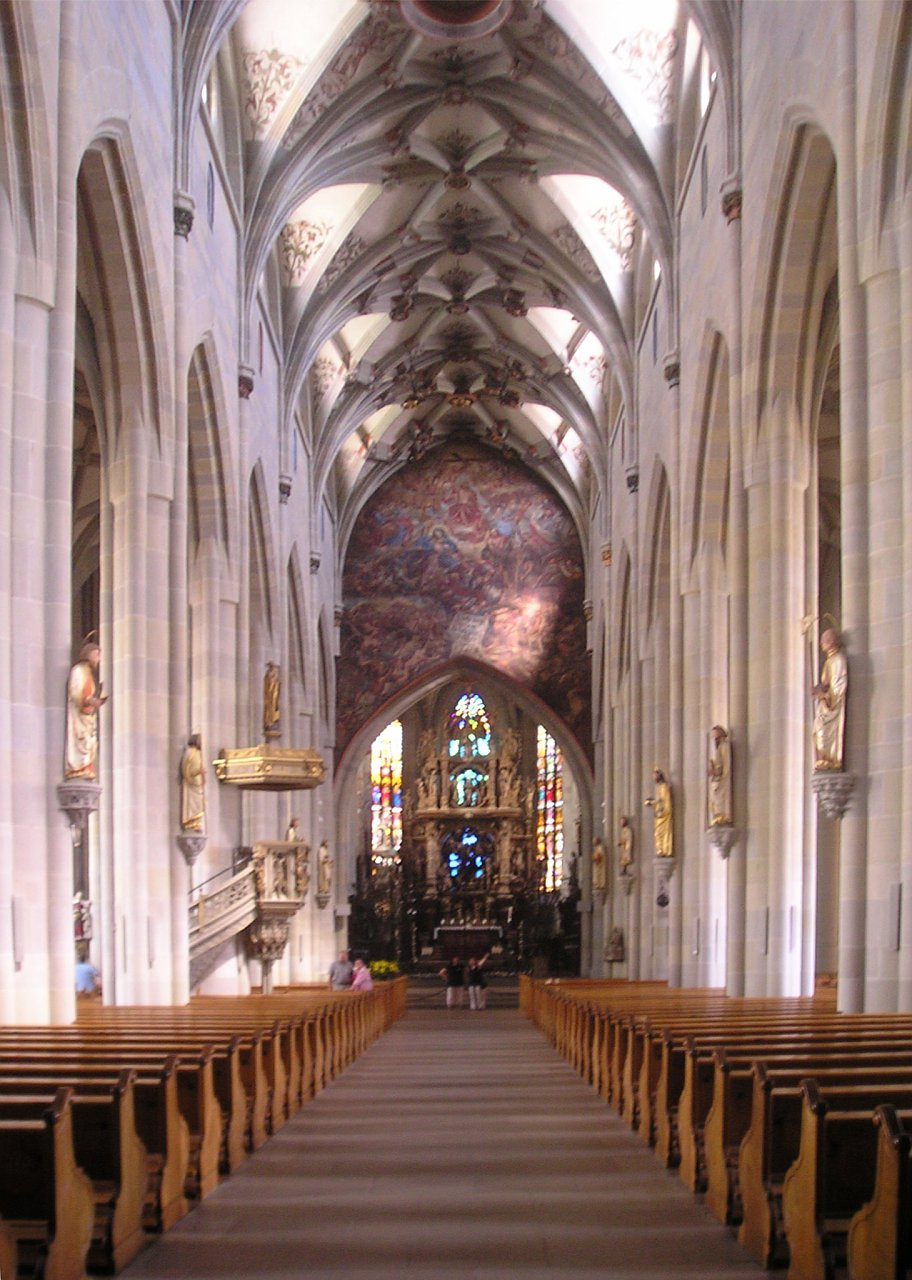
Kościół św. Mikołaja (St. Nikolai)

Überlingen – miasto uzdrowiskowe w południowych Niemczech, w kraju związkowym Badenia-Wirtembergia, w rejencji Tybinga, w regionie Bodensee-Oberschwaben, w powiecie Bodenseekreis, siedziba wspólnoty administracyjnej Überlingen. Leży nad Jeziorem Bodeńskim, liczy 21 818 mieszkańców (31 grudnia 2010), ośrodek turystyczny.

## Historia
Miejscowość po raz pierwszy wzmiankowana w 770 r. pod nazwą Iburinga, otrzymała około 1200 r. prawa miejskie, w latach 1268–1803 Wolne miasto Rzeszy podlegające bezpośrednio cesarzowi, w 1803 r. straciło status wolnego miasta i przeszło pod panowanie Badenii.
W mieście zachowały się liczne budowle zabytkowe: pięcionawowy późnogotycki kościół św. Mikołaja (St. Nikolai), późnogotycki kościół Franciszkanów, ratusz, domy mieszkalne oraz umocnienia miejskie.
W lipcu 2002 w pobliżu miasta doszło do zderzenia samolotów.

## Miasta partnerskie
- Bad Schandau
- Chantilly
- San Valentino alla Muta